# گواسیپاتی
گواسیپاتی (به اسپانیایی: Guasipati) یک منطقه مسکونی در ونزوئلا است که در ایالت بولیوار واقع شده‌است. گواسیپاتی ۶٬۱۸۲ کیلومتر مربع مساحت و ۲۱٬۱۶۵ نفر جمعیت دارد و ۳۵۰ متر بالاتر از سطح دریا واقع شده‌است.